# Elección presidencial de Sudán de 1977
Las elecciones presidenciales de Sudán de 1977 fueron efectuadas el 3 de abril de 1977 y su finalidad era legitimar la autoridad del presidente en ejercicio Yaafar al-Numeiry, quien gobierna el país desde el golpe de Estado de 1969.

## Antecedentes
Desde el golpe militar efectuado por Yaafar al-Numeiry en 1969, se dio inicio a un régimen autoritario de partido único, donde la Unión Socialista Sudanesa poseía control absoluto, tanto de la Asamblea Nacional de Sudán, como del gabinete ministerial. Este régimen socialista intentó implementar desde sus inicios un régimen marxista de economía centralmente planificada con ideología islámica.
El Presidente al-Numeiry ya ha validado por vía electoral su mandato en 1971. En ambos procesos, la oposición ha denunciado irregularidades al no poder presentar candidaturas opcionales ya que los demás partidos políticos se encuentran prescritos, por lo que demandan una apertura pluralista.

## Resultados electorales
|  | 99,14 % |

|  | 0,86 % |

|  | 99,68 % |

|  | 0,32 % |

|  | 98,1 % |